# Едвард Ріттнер
Едвард Ріттнер (пол. Edward Rittner; 26 грудня 1845, Бурштин — 27 вересня 1899, Відень) — польський правник, спеціаліст з канонічного і подружнього права, професор і ректор Львівського університету (1883—1884), міністр у справах Галичини, посол до Галицького крайового сейму.

## Життєпис
Народився 26 грудня 1845 року в Бурштині в сім'ї Ігнатія і Кароліни Ріттнерів. Навчався в гімназіях Бережан і Львова, а у 1864—1868 роках студіював право у Львівському університеті. Працював на урядовій і міській службі міста Львова, між іншим, як суплент канонічного права на Відділі права магістрату міста Львова (1872—1874). У 1870 році захистив докторат з прав у Львівському університеті, у 1873 році отримав габілітацію на підставі праці «Ist der Kirchenpatron zur Kirchenbaulast verpflichtet». Став доцентом на кафедрі канонічного права юридичного факультету Львівського університету, через рік — надзвичайним професором і керівником цієї кафедри, а 1877 року став звичайним професором. Двічі був деканом юридичного факультету (1879—1880, 1885), ректором (1883—1884) і проректором (1884—1885). У 1886 році переїхав до Відня, де працював радником Міністерстві освіти (1886—1893), потім був членом Державного трибуналу (1893—1895), міністром освіти (1895—1896) і міністром у справах Галичини (1897).
У 1881 році Едвард Ріттнер став дійсним членом Польської академії знань, у 1892 році став дійсним членом Академії знань у Празі. Львівський університет надав йому докторат honoris causa (1894).
Як спеціаліст із канонічного права займався питаннями сутності церковної влади, ієрархизації церковних урядів і становищ, розподіленням урядів. Досліджував співвідношення права Католицької церкви з державним правом і правом інших релігійних спільнот. Опрацював виборчу реформу, у якій запропонував загальне голосування у Галичині та розпорядження про обов'язок знання чеської мови для урядовців на теренах Чехії; проєкт цей стикнувся із опозицією з боку німецьких послів і в результаті привів до відставки кабінету Казимира Бадені (1897). В останні роки життя хворів на серце.
Був послом до Галицького крайового сейму V, VI і VII скликань (1882—1899). Під час VII скликання галицького сейму (1895—1901) 1 червня 1896 року Едвард Ріттнер замінив померлого Фелікса Погорецького, але не дожив до кінця скликання, бо 27 вересня 1899 року помер. На його місце в сеймі 21 листопада 1899 року обрано Еміля Міхаловського.
Син Едварда Ріттнера — письменник і драматург Тадеуш Ріттнер.

## Нагороди
- Офіцерський хрест Ордена Леопольда
- Орден Залізної Корони ІІІ ступеня
- Командорський хрест із зіркою Ордена святого Григорія Великого

## Публікації
- «Celibat w Polsce» (1874)
- «Die Regierungvorlagen zur Regelung der kirchlichen Verhaeltnisse» (1874)
- «Das Eherecht bei den Civilisten» (1875)
- «O poczuciu prawa w społeczeństwie» (1875)
- «Glossen zu den Erkentnissen der Verwaltungsgerichtshofes in Kirchenangelegenheiten» (1876)
- «Prawo kościelne katolickie» (1878—1879, 2 томи)
- «Śluby cywilne w historycznym rozwoju» (1879)
- «Projekt ustawy o konkurencyi kościelnej dla miasta Lwowa» (1880)
- «Rozwody i małżeństwa siedmiogrodzkie» (1880)